# Plazavista Entertainment
Die Plazavista Entertainment AG (oder auch PlazaVista) mit Sitz in Zürich war ein schweizerisches Videolabel und eine Tochtergesellschaft der CT Cinetrade. Plazavista wertete innerhalb der Schweiz unter anderem Filme von Regency Enterprises auf Video aus. Hinzu kamen weitere Titel aus dem Rechtekatalog von Epsilon Motion Pictures, zu dem neben den Regency-Titeln auch Bestände der ehemaligen Kirch/Beta-Filmbibliothek gehörten, sowie individuell zugekaufte Titel, die beispielsweise über die Rechtehandelsunternehmen Summit, Lakeshore oder Spyglass erworben wurden. VHS-Kassetten und DVDs wurden von Plazavista bis im Jahre 2004 unter dem Sublabel Medaria Entertainment vertrieben.
Das Unternehmen wurde im Juni 2019 von der Muttergesellschaft Cinetrade absorbiert und im Handelsregister gelöscht.

## Vertriebene Filme (Auswahl)
- 2006: Zum Glück geküsst
- 2006: The Fountain
- 2006: Big Mama’s Haus 2
- 2006: The Sentinel – Wem kannst du trauen?
- 2006: Die Super-Ex
- 2005: She’s the Man – Voll mein Typ!
- 2005: Guess Who – Meine Tochter kriegst du nicht!
- 2005: Stay
- 2005: Der ewige Gärtner
- 2005: Mr. & Mrs. Smith
- 2004: Man on Fire
- 2004: Vanity Fair
- 2004: Million Dollar Baby
- 2004: Der Prinz & ich
- 2004: Avenging Angelo
- 2003: Confidence
- 2003: Ein ungleiches Paar
- 2003: Daredevil
- 2003: Das Urteil – Jeder ist käuflich
- 2003: Der Einsatz
- 2003: Shanghai Knights
- 2002: Untreu
- 2002: High Crimes
- 2002: Asterix & Obelix: Mission Kleopatra
- 2002: Sag kein Wort
- 2001: Driven
- 2000: Die Legende von Bagger Vance
- 2000: Teuflisch
- 2000: Get Carter – Die Wahrheit tut weh
- 1998: Verhandlungssache